# غينكي إغاوا
غينكي إغاوا (باليابانية: 江川 慶城) (مواليد 2 أبريل 2000) هو لاعب كرة قدم ياباني.

## وصلات خارجية
- غينكي إغاوا على موقع رابطة كرة القدم اليابانية للمحترفين (اليابانية)
- غينكي إغاوا على موقع قاعدة بيانات كرة القدم.إي يو (الإنجليزية)
- غينكي إغاوا على موقع Soccerway.com (الإنجليزية)
- غينكي إغاوا على موقع عالم كرة القدم.نت (الإنجليزية)